# Форт-Стоктон
Форт-Стоктон (англ. Fort Stockton) — город в США, расположенный в западной части штата Техас, административный центр округа Пекос. По данным переписи за 2010 год число жителей составляло 8283 человека, по оценке Бюро переписи США в 2018 году в городе проживало 8414 человек.

## История

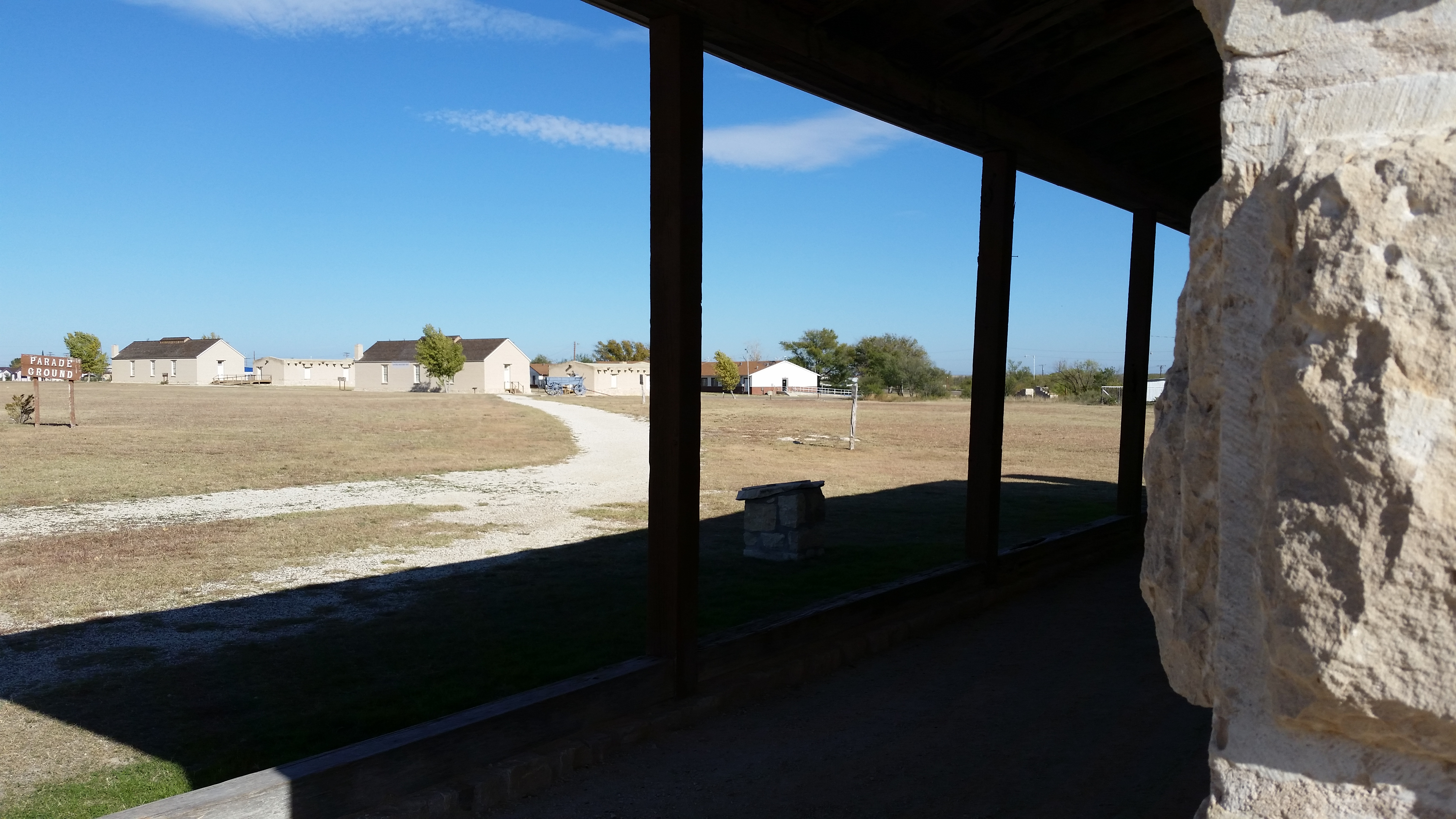
Вид на плац и бараки из караульного помещения крепости Форт-Стоктон

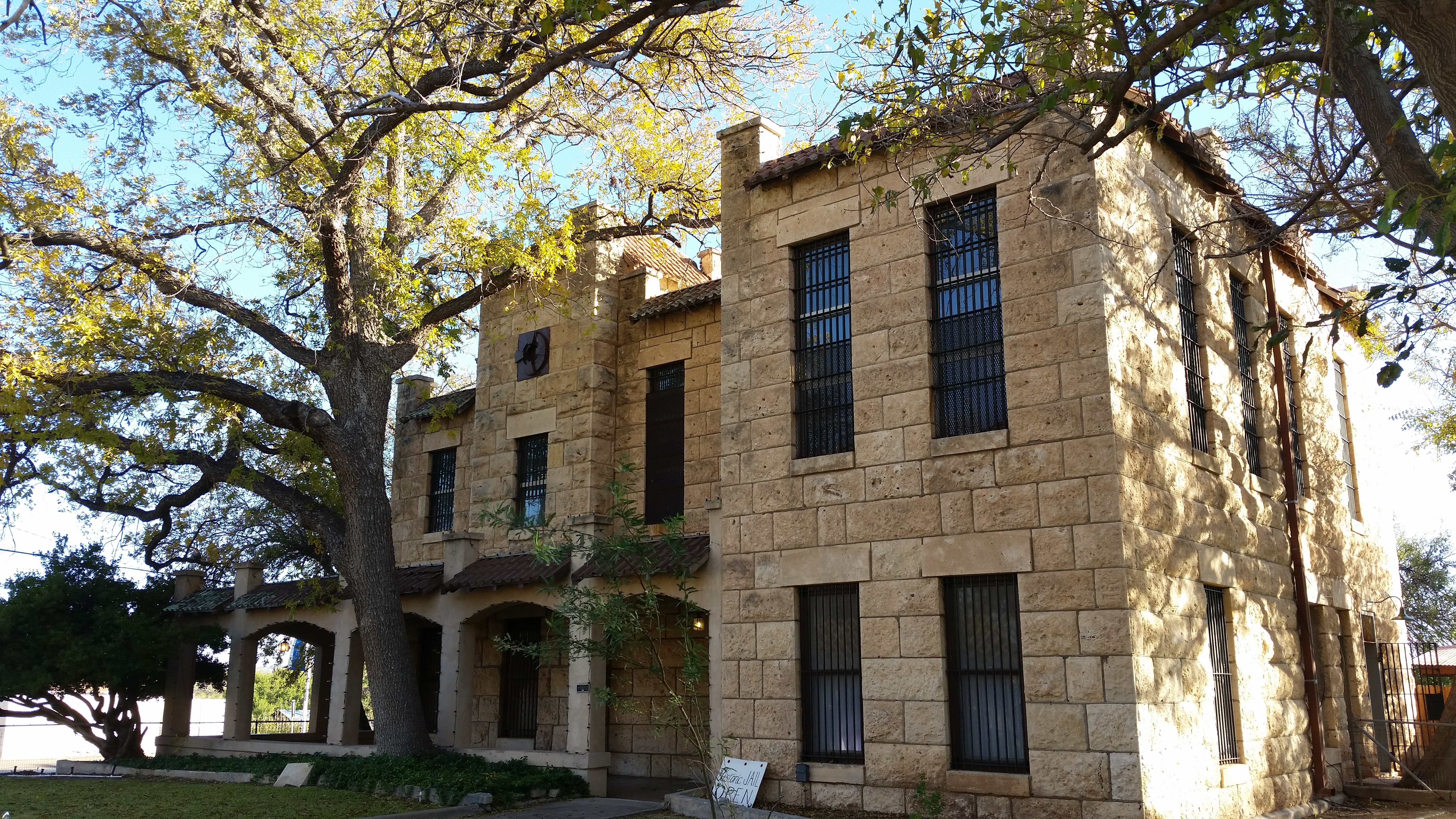
Тюрьма-музей Форт-Стоктона

Берег ручья Команче-Спрингс, одно время бывший третьим по величине источником родниковой воды в Техасе, привлекал новых поселенцев. Люди селились неподалёку от военного форта, основанного в 1859 году и названного в честь лейтенанта Эдварда Дорси Стоктона. Команче-Спрингс являлась популярной остановкой на дорогах Comanche Trail, Old San Antonio Road, почтовой дороге Butterfield Overland Mail и дороге для грузовых повозок San Antonio—Chihuahua. С началом гражданской войны форт был перешёл под контроль Конфедерации, однако спустя год форт был заброшен. В 1867 году форт был перестроен и расширен для защиты местного населения от индейцев. До закрытия в 1886 году форт являлся источником работы и рынком для местных фермеров, скотоводов и торговцев.
Предприниматели из Сан-Антонио, убеждённые в том, что воду из ручьёв Команче-Спрингс и Леон приобретали в регионе земельные участки. В 1868 году Питер Галлахер приобрёл участок, на котором располагался Команче-Спрингс и военный гарнизон. Часть этого участка была размечена под новый город, Сент-Галл, открылись два магазина. Позже Галлахер и другой предприниматель, Джон Джеймс приобрели ещё более 5500 акров вдоль Команче-Спрингс. К 1870 году в районе Сент-Галла проживало около 420 человек, преимущественно католиков из Ирландии, Германии и Мексики. Поэтому первой церковью, основанной в городе стала католическая. В 1875 году был основан округ Пекос, Сент-Галл стал административным центром. Название города не нравилось жителям и 13 августа 1881 года название было официально изменено на Форт-Стоктон.
С 1870 года местные фермеры начали использовать воду из реки Пекос для ирригации. За семь лет количество фермерской земли выросло до 7000 акров, а в 1945 году площадь фермерских угодий достигла 12 900 акров. 30 июня 1886 года армия ушла из региона, а железные дороги Texas and Pacific и Southern Pacific прошли в обход города. Это привело к кратковременному упадку региона, однако вскоре Форт-Стоктон стал центром овцеводства и прочего скотоводства. В 1926 году было открыто месторождение Yates, в регионе начался нефтяной бум. К 1980 году город являлся центром производства, обработки и распределения нефти, газа и серы.

## География
Форт-Стоктон находится в центральной части округа, его координаты: 30°53′33″ с. ш. 102°53′04″ з. д..
Согласно данным бюро переписи США, площадь города составляет около 14,3 км2, полностью занятых сушей.

### Климат
Согласно классификации климатов Кёппена, в Форт-Стоктоне преобладает семиаридный климат низких широт (BSh).
| Показатель                    | Янв.  | Фев.  | Март | Апр. | Май  | Июнь | Июль | Авг. | Сен. | Окт. | Нояб. | Дек.  | Год   |
| ----------------------------- | ----- | ----- | ---- | ---- | ---- | ---- | ---- | ---- | ---- | ---- | ----- | ----- | ----- |
| Абсолютный максимум, °C       | 35,6  | 35    | 36,7 | 40,6 | 42,8 | 45,6 | 43,9 | 43,9 | 42,2 | 40,6 | 36,7  | 34,4  | 45,6  |
| Средний суточный максимум, °C | 18,2  | 20,6  | 24,3 | 28,8 | 32,6 | 36   | 36,1 | 35,9 | 32,6 | 28,1 | 22,2  | 18,1  | 27,8  |
| Средняя температура, °C       | 9,2   | 11,2  | 14,7 | 19,1 | 23,4 | 27,3 | 27,7 | 27,5 | 24,4 | 19,4 | 13,3  | 9,4   | 18,9  |
| Средний суточный минимум, °C  | 0,1   | 1,9   | 5    | 9,4  | 14,2 | 18,6 | 19,3 | 19,2 | 16,2 | 10,8 | 4,4   | 0,7   | 10    |
| Абсолютный минимум, °C        | −21,7 | −18,3 | −15  | −6,7 | −1,7 | 3,9  | 10   | 7,8  | 1,7  | −5   | −11,7 | −14,4 | −21,7 |
| Норма осадков, мм             | 16    | 14    | 13   | 22   | 42   | 42   | 44   | 48   | 57   | 33   | 18    | 18    | 366   |
| Источник: weatherbase.com     |       |       |      |      |      |      |      |      |      |      |       |       |       |

## Население
Согласно переписи населения 2010 года в городе проживало 8283 человека, было 2812 домохозяйств и 2030 семей. Расовый состав города: 79,4 % — белые, 2,1 % — афроамериканцы, 0,7 % — коренные жители США, 0,8 % — азиаты, 0 % (3 человека) — жители Гавайев или Океании, 14,8 % — другие расы, 2,2 % — две и более расы. Число испаноязычных жителей любых рас составило 73,7 %.
Из 2812 домохозяйств, в 39,4 % живут дети младше 18 лет. 50,4 % домохозяйств представляли собой совместно проживающие супружеские пары (20,7 % с детьми младше 18 лет), в 15,6 % домохозяйств женщины проживали без мужей, в 6,2 % домохозяйств мужчины проживали без жён, 27,8 % домохозяйств не являлись семьями. В 24,5 % домохозяйств проживал только один человек, 10,6 % составляли одинокие пожилые люди (старше 65 лет). Средний размер домохозяйства составлял 2,71 человека. Средний размер семьи — 3,21 человека.
Население города по возрастному диапазону распределилось следующим образом: 29 % — жители младше 20 лет, 28,7 % находятся в возрасте от 20 до 39, 28,4 % — от 40 до 64, 13,8 % — 65 лет и старше. Средний возраст составляет 34,1 года.
Согласно данным пятилетнего опроса 2018 года, медианный доход домохозяйства в Форт-Стоктоне составляет 46 389 долларов США в год, медианный доход семьи — 55 912 долларов. Доход на душу населения в городе составляет 20 673 доллара. Около 10,3 % семей и 15,1 % населения находятся за чертой бедности. В том числе 20,6 % в возрасте до 18 лет и 22 % старше 65 лет.

## Местное управление

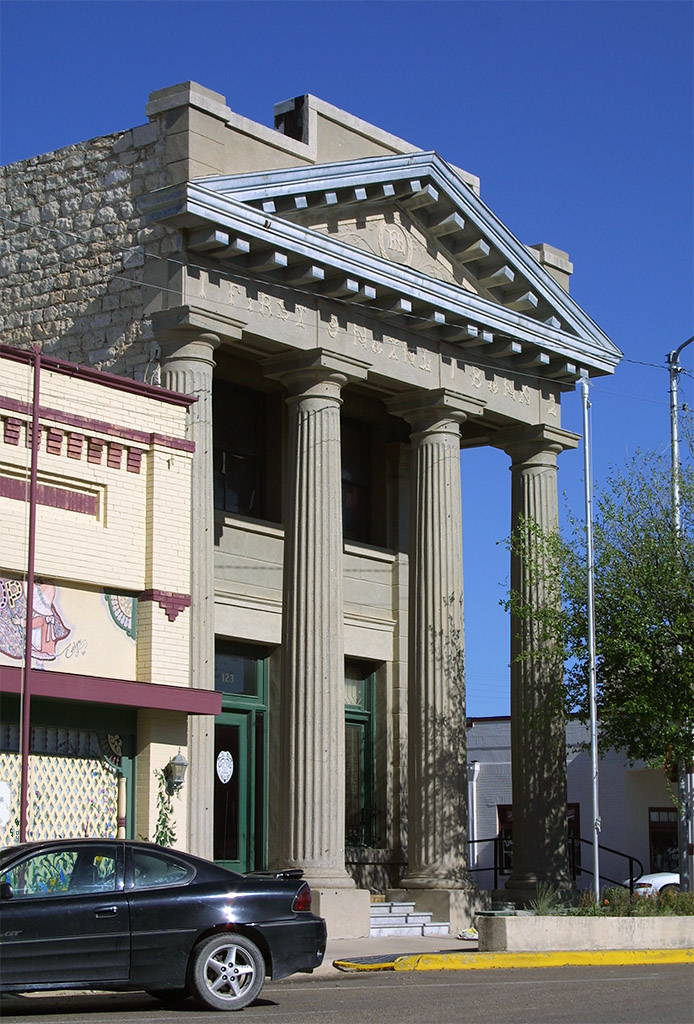
Старое здание банка First National теперь служит отделением полиции

Управление городом осуществляется мэром и городским советом, состоящим из 5 человек. Один из членов совета выбирается заместителем мэра.
Другими важными должностями, на которые происходит наём сотрудников, являются:
- Сити-менеджер
- Городской секретарь

## Инфраструктура и транспорт
Основными автомагистралями, проходящими через Форт-Стоктон, являются:
- межштатная автомагистраль I-10 проходит с востока от Озоны на запад к Ван-Хорну.
- автомагистраль 67 США проходит с северо-востока от Ранкина на юго-запад к Алпайну.
- автомагистраль 285 США проходит с северо-запада от Пекоса на юго-восток к Сандерсону.
- автомагистраль 385 США проходит с северо-востока от Ранкина на юг к национальному парку Биг-Бенд.
- автомагистраль 18 Техаса начинается в Форт-Стоктоне и идёт на север к Монахансу.

В городе располагается окружной аэропорт Форт-Стоктон — Пекос. Аэропорт располагает пятью взлётно-посадочными полосами длиной 2288, 1341, 1512, 1213, 1020 метров соответственно. Ближайшим аэропортом, выполняющим коммерческие рейсы, является международный воздушно-космический порт Мидленда. Аэропорт находится примерно в 155 километрах к северо-востоку от Форт-Стоктона. 

## Образование
Город обслуживается независимым школьным округом Форт-Стоктон.
В Форт-Стоктоне находится сельскохозяйственный офис Техасского университета A&M, предлагающий курсы менеджмента экологических систем. Помимо этого, в 1996 году в городе был открыт региональный центр технического обучения колледжа Мидленда имени Клейтона Уильямса.

## Экономика
Согласно финансовому отчёту города за 2016-2017 финансовый год, Форт-Стоктон владел активами на $45,66 млн, долговые обязательства города составляли $25,34 млн. Доходы города составили составили $19,22 млн, расходы города — $14,84 млн.

## Отдых и развлечения

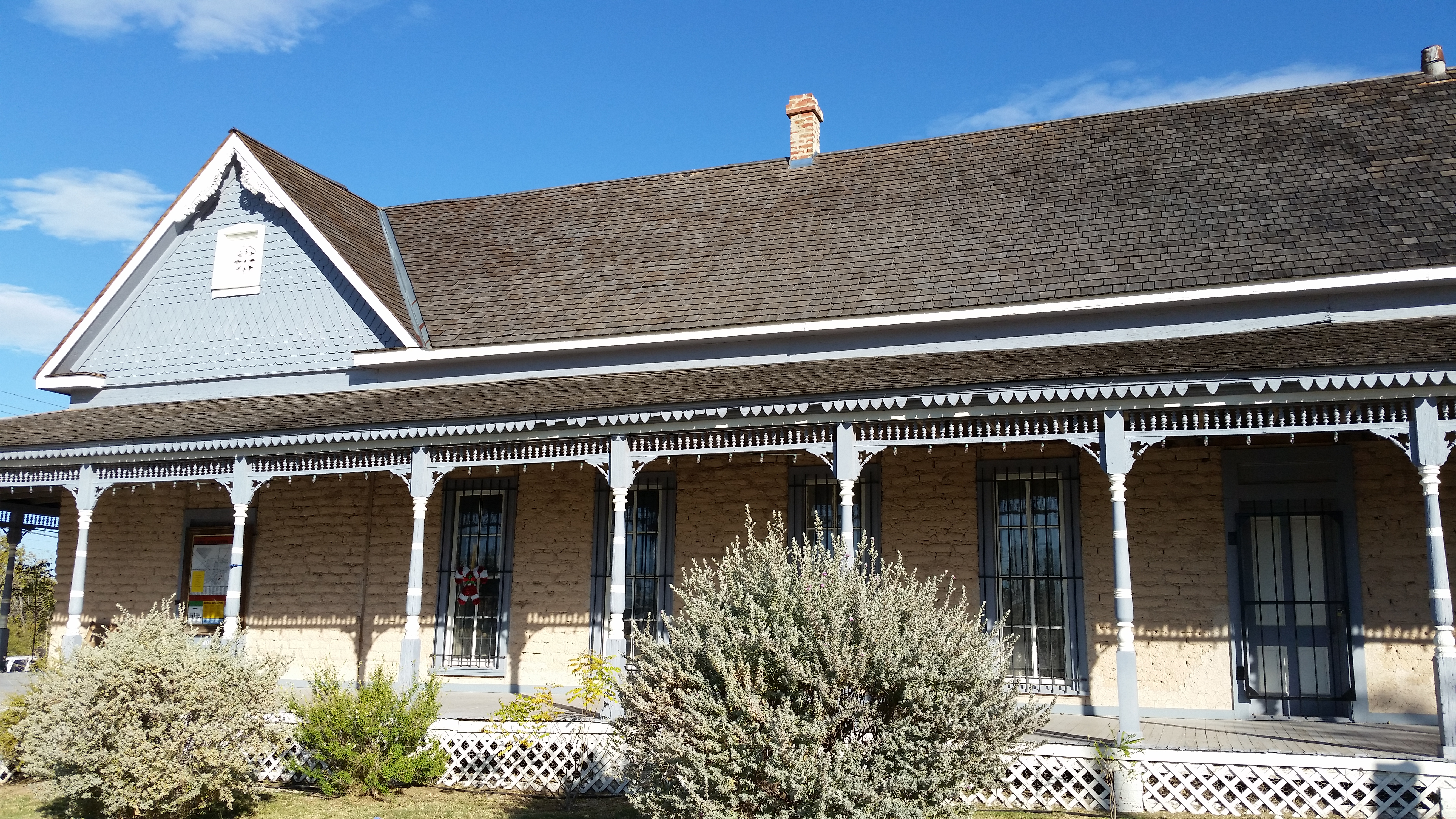
Музей Энни Риггс

В городе находится ряд исторических мест, таких как старая крепость, Команче-Спрингс, а также мемориальный музей Энни Риггс. Также в Форт-Стоктоне открыт музей в старой тюрьме города.